# Márcia Gabrielle
Márcia Gabrielle, nome artístico de Márcia Giagio Canavezes de Oliveira (Rio de Janeiro, 2 de fevereiro de 1964), é uma modelo, empresária, jurada e apresentadora de televisão brasileira. Foi a primeira Miss Mato Grosso eleita Miss Brasil, fato ocorrido em 1985, e participou e foi premiada em dois outros concursos internacionais no mesmo ano em que foi coroada Miss Brasil: Miss Sudamérica e Rainha Internacional do Café.

## Primeiros anos
Nascida e criada no no subúrbio carioca de Bonsucesso, Márcia é filha de Enedina Canavezes e Irineu de Oliveira.

## Carreira

### Concursos de beleza
Em 1982, Márcia Gabrielle participa do concurso Miss Rio de Janeiro promovido pelo canal de televisão SBT. Tal concurso é vencido por Márcia Cristine de Carvalho Macedo. No mesmo ano, ela é eleita «Garota Carinho». Em 1984, fica em terceiro lugar no Miss Brasil Mundo, cuja vencedora foi Adriana Alves de Oliveira, que havia sido Miss Brasil em 1981. Suzy Rêgo, que também disputou o concurso, fica em segundo lugar, igual colocação que obteve no Miss Brasil Universo do mesmo ano.
Em janeiro de 1985, Márcia é eleita Rainha Internacional do Café, na Colômbia, e alguns meses depois vence os concursos Miss Barão de Melgaço e Miss Mato Grosso, obtendo o direito de ser a representante do estado no Miss Brasil. No concurso nacional, comandado por Silvio Santos e ocorrido na cidade de São Paulo em 8 de junho de 1985, com transmissão do SBT, ela derrota outras 26 candidatas estaduais e do Distrito Federal, tornando-se a primeira representante do estado de Mato Grosso a vencer um concurso nacional. No Miss Universo do referido ano, realizado em Miami, Flórida, em 15 de julho de 1985, ela fica entre as dez semifinalistas, mas não vence. Mais tarde, Márcia disputa o Miss Sudamérica e fica em segundo lugar, levando o título de «Miss Simpatia» (a vencedora foi Silvia Cristina Martínez, da Venezuela).
Até hoje Márcia foi uma das poucas representantes da Região Centro-Oeste que conseguiram o direito de ir ao Miss Universo. A última a conseguir essa façanha foi a mato grossense Jakelyne Oliveira, em 2013.

### Pós-Miss
No ano seguinte, já depois de ter feito sua sucessora, Márcia começa uma breve carreira na televisão. Primeiro, como jurada do programa de auditório de Chacrinha, na Rede Globo, e depois à frente de um programa de videoclipes da TV Educativa do Rio de Janeiro. Ela também se engaja em causas sociais, como a da prevenção do glaucoma e da doação voluntária de sangue.
Em 1986, ela integra o júri do concurso de Miss Brasil ocorrido também em São Paulo e vencido pela gaúcha Deise Nunes de Souza. Após o reinado como Miss Brasil, fez várias campanhas publicitárias. Em 8 de abril de 2006, ela toma parte no corpo de jurados do concurso Miss Brasil que elegeria outra gaúcha: Rafaela Zanella.

## Vida pessoal
A ex-Miss casou-se em 1997 separou-se alguns anos depois. Em 2005, subiu ao altar novamente com o fotógrafo Joaquim Nabuco. O casal fez uma parceria com o UOL e lançou o site Colírio Brasil, que tem fotos das mais belas mulheres do Brasil.
A ex-Miss Brasil em entrevista à revista Manchete de 1987 declarou:
O grande sonho das meninas é a fama, é ser miss, coisas do gênero. Pensam que é conto de fadas e não é. Uma coisa que tento mostrar é que beleza só não basta. É preciso inteligência, cabeça boa. Cada uma vai passar por mil problemas e é preciso estar preparada para vencê-los. Meu livro [que estava escrevendo na época] é uma advertência nessa direção, pois o grande aceno que sempre se recebe nessa trajetória é ser objeto. E objeto só é quem quer.
Em 2012, a modelo iniciou terapia com a parapsicologia para superar os medos que carrega desde a infância.